# Onuphis iberica
Onuphis iberica är en ringmaskart som först beskrevs av Hartmann-Schröder 1975.  Onuphis iberica ingår i släktet Onuphis och familjen Onuphidae. Inga underarter finns listade i Catalogue of Life.